# Большой Сунукуль
Большо́й Суну́куль — озеро в Чебаркульском районе Челябинской области, севернее города Чебаркуля.
С 1999 по 2011 год на берегу озера проходил Бажовский фестиваль народного творчества.

## География
Водоём состоит из двух частей, соединяемых протокой. Северная часть называется Большое плесо, южная Малое плесо. В северной части есть два острова — Высокий и Плоский.
Рядом с Большим Сунукулем много маленьких и средних озёр — Малый Сунукуль, Мисяш, а также Малый и Большой Кисегач. Большой Сунукуль в дождливые годы соединён протоками с Малым Сунукулем и Большим Кисегачом. У берегов озера расположено село Непряхино, посёлок Сунукуль, а также спортивно-оздоровительный комплекс ЮУрГУ и другие базы отдыха.
Административно входит в Непряхинское сельское поселение.

## Название
Нзавание озера происходит от распространённого в прошлом у татар и башкир мужского имени Суну, означающего «поздний», «последний», как отражение порядка появления ребёнка в семье.

## Растительный и животный мир
Дно озера илистое и песочное. Здесь обитает лещ, плотва, карась, линь, окунь, ёрш, щука и карп. В 2007 году сюда запустили рипуса и налима.